# Сражение при Бетлехеме
Сражение при Бетлехеме (англ. Battle of Bethlehem) — одно из сражений во время Второй-англо бурской войны. 6—7 июля 1900 года в результате захвата господствовавших над городом холмов британские войска заняли временную столицу Оранжевого Свободного государства Бетлехем.

## Перед сражением
После занятия Претории в июне 1900 года главная коммуникационная линия британской армии, идущая от Блумфонтейна на север, оказалась под угрозой со стороны отступившей на северо-восток своей страны армии Оранжевого Свободного государства, насчитывавшей около семи-восьми тысяч бойцов. В Бетлехеме, самом значительном, еще не взятым городе Оранжевой Республики, укрылось правительство с президентом Стейном во главе.
Поэтому была предпринята решительная попытка очистить эту территорию. Шесть отдельных отрядов британских войск были сосредоточены вокруг территории на северо-востоке. В эти отдельные отряды входили бригада Брабанта и дивизия Рандла на юге, в районе Хаммоня — Винбург — Фиксбург, бригада Клементса на их левом фланге, в Сенекале, бригада Пэджета в Линдли, бригада Макдональда в Франкфурте и самый внушительный отряд — шедшая из Хейлброна дивизия под командованием Хантера.
Местность на южном направлении исключала возможность наступления Рандла или Брабанта, но с запада от Бетлехема были более благоприятные условия. Первой операцией британцев стало сосредоточение на этом участке достаточных для наступления сил.
Утром 2 июля Пэджет вышел из Линдли для соединения с Клементсом. 3 июля на сильной позиции у Плейсирфонтейна, около Лиув-Копа, он встретил ожесточенное сопротивление значительных сил буров с тремя орудиями. В это время Клементс находился слишком далеко на фланге и не мог оказать поддержку. Артиллерийская дуэль продолжалась весь день до 16 часов. К вечеру английская пехота осуществила обходной маневр с севера, вступила в бой, и позиция была взята. Этот бой стоил британцам сорока человек убитыми и ранеными. Буры покинули позиции и двинулись на Блаау-Коп. Пэджет вышел к Бронкрифонтейну, где расположился на ночлег.
На следующий день, 4-го числа, продолжилось преследование буров до Блаау-Копа, в пятнадцати милях к северо-западу от Бетлехема. Президент Стейн покинул город и отправился в Фурисбург (между Бетлехемом и Фиксбургом), оставив Де Вета и около 3000 его бойцов ждать атаку британских войск.
Тем временем у Фиксбурга буры предприняли в полночь атаку с целью снова занять этот город, но после часового боя отступили.
5 июля позиция у Доорнберга, на дороге Винбург — Сенекал, которую эвакуировали буры, была занята генералом Брабантом, который таким образом обезопасил железнодорожную линию в районе реки Занд.

## Сражение
Около 4 часов пополудни 6 июля к Бетлехему подошли передовые английские колонны Клементса, затем — Пэджета. Отряд Клементса теперь расположился слева, а Пэджета — справа.
Буры заняли чрезвычайно сильную позицию, очень широкую и хорошо укрепленную. На всех доступных холмах были бурские траншеи и огневые точки, причем некоторые из них сознательно и искусно располагались под прямым углом к холмам и спиной к городу, чтобы со всех сторон можно было отразить вражеские атаки.
Генерал Клементс отправил Де Вету парламентера с требованием сдать город, но получил отказ. Начался дистанционный артиллерийский и ружейный бой. Была предпринята попытка обойти буров с флангов. Генерал Клементс вступил в бой с противником на его восточных укреплениях, пытаясь нащупать уязвимое место.  Вечером к юго-западу от Бетлехема была предпринята непосредственная атака силами двух пехотных полков Пэджета, результате которой британцы ворвались на бурскую позицию на холме у Волхунтер Коп.
Центр позиции продолжал держать оборону, и утром 7 июля Клементс отдал приказ начать штурм. Британские подразделения двинулись вперед тремя растянутыми шеренгами, потеряв по пути от сорока до пятидесяти человек, но добрались до вершины холма Волхунтер Коп и заняли его. Приблизительно в 12 часов дня буры вынуждены были отступить.
Когда со стороны Рейца показалась бригада Бродвуда, авангард дивизии генерала Хантера, Де Вет приказал своим бойцам оставить Бетлехем и отступить на юг, в сторону Ретифснека. Вечером Клементс вошел в Бетлехем.

## Результаты
После этого под систематическим давлением буры были вытеснены со своих неприступных высот в гористую местность под названием Бассейн Брандуотер площадью около пятнадцати квадратных миль в районе реки Каледон, где британцы предполагали окружить их кордоном.